# Deep learning
Deep learning of diep leren is een van de vele methodes van machinaal leren, gebaseerd op kunstmatige neurale netwerken. Het leren kan gesuperviseerd gebeuren, semi-gesuperviseerd, of niet gesuperviseerd. Deep learning kan in gebieden worden toegepast zoals beeldverwerking, spraakherkenning, computationele taalkunde, computervertaling, bio-informatica, bepalen van de samenstelling van geneesmiddel, medische beeldherkenning en programma's voor bordspelen. Ze kunnen soms resultaten behalen die gelijk zijn aan of soms beter dan die van specialisten.

## Definitie
Deep learning is een klasse algoritmen voor machinaal leren die meerdere lagen gebruikt om geleidelijk kenmerken van een hoger niveau te extraheren uit de ruwe invoer. Bij beeldverwerking kunnen lagere lagen bijvoorbeeld randen identificeren, terwijl hogere lagen de concepten identificeren die relevant zijn voor een mens, zoals cijfers, letters of gezichten.
Vanuit een andere invalshoek bekeken verwijst deep learning naar het "computersimuleren" of "automatiseren" van menselijke leerprocessen van een bron (bijvoorbeeld een afbeelding van honden) naar een geleerd object (honden). Daarom is een begrip als "deeper" learning of "deepest" learning zinvol. Deepest learning verwijst naar het volledig automatisch leren van een bron naar een uiteindelijk geleerd object. Deeper learning verwijst dus naar een gemengd leerproces: een menselijk leerproces van een bron naar een geleerd semi-object, gevolgd door een computerleerproces van het menselijk geleerd semi-object naar een uiteindelijk geleerd object.